# Jade Neilsen
Jade Nielsen, née le 24 juillet 1991 à Gold Coast en Australie, est une nageuse australienne spécialisée dans la nage libre. Aux championnats du monde de natation en petit bassin de Dubaï, elle a été médaillée d'argent avec l'équipe australienne dans le 4 × 200 m nage libre.

## Palmarès

### Championnats du monde
Lors des championnats du monde en petit bassin qui se sont tenus à Dubaï en 2010, Jade Neilsen remporte la médaille d'argent au relais 4 × 200 m nage libre avec un temps de 7 min 37 s 57.
| Médaille | Compétition | Épreuve              | Temps équipe  | Temps perso   | Lieu           | Date             |
| Argent   | 2010        | 4 × 200 m nage libre | 7 min 37 s 57 | 1 min 54 s 87 | Dubaï (E.A.U.) | 19 décembre 2010 |

## Meilleurs temps personnels
Les meilleurs temps personnels établis par Jade neilsen dans les différentes disciplines sont détaillés ci-après.
| Épreuve                   | Bassin | Temps         | Compétition                       | Lieu           | Date           |
| 50 m nage libre           | 50 m   | 26 s 24       | Championnats d'Australie          | Sydney         | 20 mars 2009   |
| 100 m nage libre          | 50 m   | 55 s 62       | Championnats d'Australie          | Sydney         | 18 mars 2009   |
| 200 m nage libre          | 50 m   | 1 min 59 s 82 | Telstra Australian Champi         | Sydney         | 16 mars 2010   |
| 400 m nage libre          | 50 m   | 4 min 13 s 71 | Championnats d'Australie          | Sydney         | 21 mars 2009   |
| 800 m nage libre          | 50 m   | 9 min 25 s 33 | Nations Cup                       | Victoria (CAN) | 5 août 2010    |
| 100 m papillon            | 50 m   | 1 min 02 s 42 | Championnats d'Australie          | Sydney         | 19 mars 2009   |
| 200 m papillon            | 50 m   | 2 min 23 s 45 | Nations Cup                       | Victoria (CAN) | 6 août 2010    |
| 400 m 4 nages             | 50 m   | 5 min 06 s 67 | Nations Cup                       | Victoria (CAN) | 6 août 2010    |
| 50 m nage libre (relais)  | 50 m   | 2 min .7 s    | Nations Cup                       | Victoria (CAN) | 6 août 2010    |
| 100 m nage libre (relais) | 50 m   | 55 s 87       | Nations Cup                       | Victoria (CAN) | 5 août 2010    |
| 200 m nage libre (relais) | 50 m   | 2 min 00 s 01 | Telstra Australian Champi         | Sydney         | 18 mars 2010   |
| 100 m papillon (relais)   | 50 m   | 1 min 10 s 35 | Australian Commonwealth Games ... | Melbourne      | 4 février 2006 |

| Épreuve                   | Bassin | Temps         | Compétition                                   | Lieu           | Date             |
| 50 m nage libre           | 25 m   | 2 min .0 s    | Championnats d'Australie en petit bassin      | Brisbane       | 17 juillet 2010  |
| 100 m nage libre          | 25 m   | 55 s 35       | Championnats d'Australie en petit bassin      | Brisbane       | 15 juillet 2010  |
| 200 m nage libre          | 25 m   | 1 min 56 s 60 | Championnats d'Australie en petit bassin      | Brisbane       | 18 juillet 2010  |
| 400 m nage libre          | 25 m   | 4 min 08 s 26 | Championnats d'Australie en petit bassin      | Brisbane       | 16 juillet 2010  |
| 200 m nage libre (relais) | 25 m   | 1 min 54 s 87 | Ch. du monde de natation en petit bassin 2010 | Dubaï (E.A.U.) | 15 décembre 2010 |